# Prix Arcimboldo
Prix Arcimboldo je každoročně udělované fotografické ocenění, založené v roce 1999 sdružením Gens d'Images, které uděluje již od roku 1955 ceny Prix Niépce a Prix Nadar. Svůj název nese podle italského malíře Giuseppa Arcimbolda.
Ocenění dotuje ve výši 8000 € nadace Swiss Life, výhra je udělována fotografovi žijícímu ve Francii za "vynikající fotografické dílo, koncepci nebo nápad s využitím nových technologií..."
Toto ocenění bylo udělováno do roku 2013.

## Seznam vítězů
- 1999: Orlan
- 2000: Catherine Ikam
- 2001: Nicole Tran Ba Vang
- 2002: Jean-Baptiste Barret
- 2003: Tom Drahoš
- 2004: Florian Schneider
- 2005: Patrick Fournial
- 2006: Nicolas Moulin
- 2007: Alain Delorme
- 2008: Jean-François Rauzier
- 2009: Mathieu Bernard-Reymond
- 2010: Muriel Bordier
- 2011: Alexis Cordesse
- 2012: Claudia Imbert
- 2013: Éric Emo[1]